# Німецький митний союз


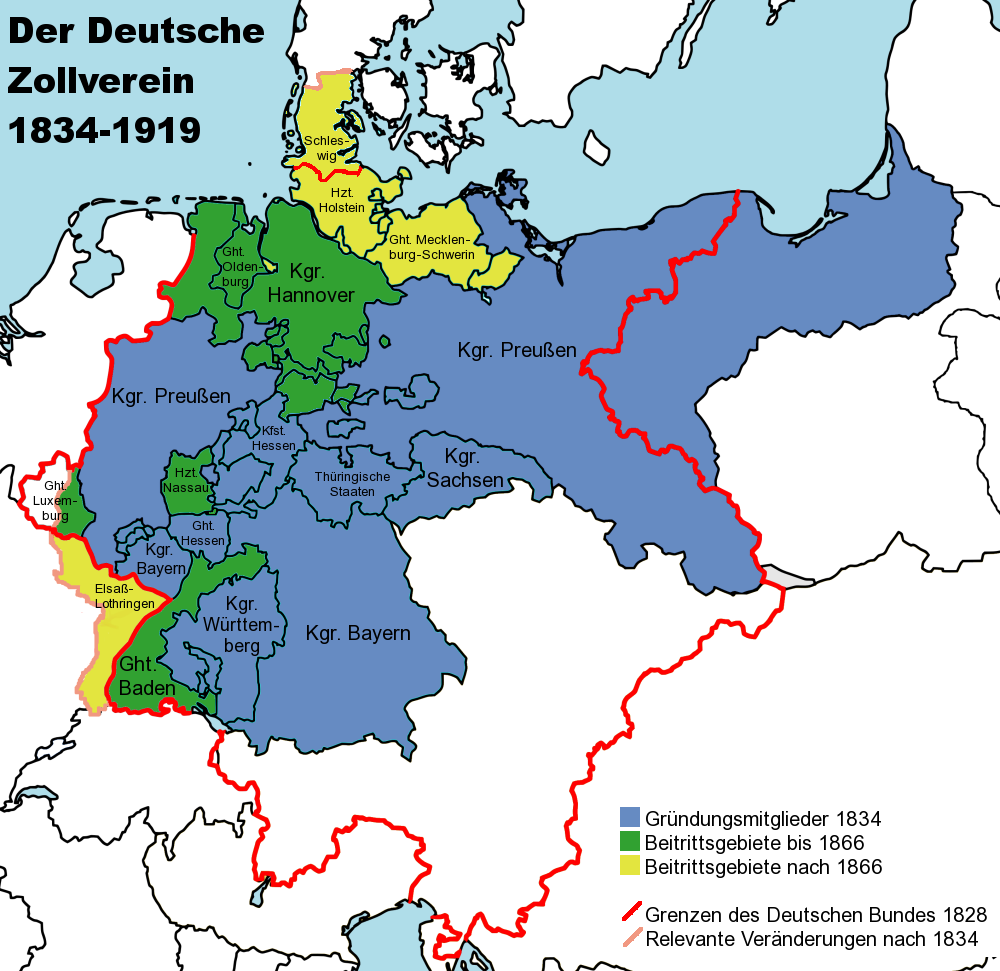
Німецький митний союз 1834–1919 рр.
синій = на момент створення
зелений = розширення до 1866 року
жовтий = розширення після 1866 року
червоний = кордони Німецького союзу станом на 1828 рік
рожевий = зміни кордону після 1834 року.

Німецький митний союз (нім. Deutsche Zollverein) був створений державами Німецького союзу заради координації та співпраці в області митної та торговельної політики. Договір про створення митного союзу був підписаний 22 березня 1833 року, набрав чинності 1 січня 1834.
Новостворений митний союз, у якому провідну роль мала Пруссія, замінив митний союз між Пруссією та Великим герцогством Гессенським (Пруссько-Гессенський митний союз), центрально-німецьку торговельну асоціацію та південнонімецький митний союз. Окрім Пруссії, до митного союзу приєднались Велике герцогство Гессенське, Гессенське курфюрство, Баварське королівство, Вюртемберзьке королівство, Саксонське королівство і Тюринзькі держави. До 1836 року до Митного союзу приєднались Баден, Нассау і Франкфурт. У 1842 році приєднались Велике герцогство Люксембурзьке, Брауншвейзьке герцогство і Ліппе, у 1854 році приєднались Ганноверське королівство і Велике герцогство Ольденбурзьке. Таким чином, на момент створення Північнонімецького союзу сукупна площа митного союзу становила близько 425 000 км².
Основна мета Митного союзу полягала у створенні внутрішнього ринку та уніфікації фіскально-економічних правил. Політично Митний союз призвів до посилення Пруссії та сприяв малонімецькому шляху розв'язання «німецького питання». Німецька імперія взяла на себе відповідальність за завдання митного союзу. Попри те, що Люксембург не входив до складу Німецької імперії, він залишався до 1919 року складовою частиною німецької митної території.